# Henri Cohen (water-polo)
Henri Cohen, né à une date inconnue et décédé en 1930, est un nageur et un joueur de water-polo belge.

## Biographie
Henri Cohen représente la Belgique pour l'épreuve des équipes en water-polo lors des Jeux olympiques de 1900 à Paris où il est représenté avec neuf autres joueurs du Brussels Swimming and Water-Polo Club. Il remporte une médaille d'argent.